# الوكالة التونسية للأنترنات

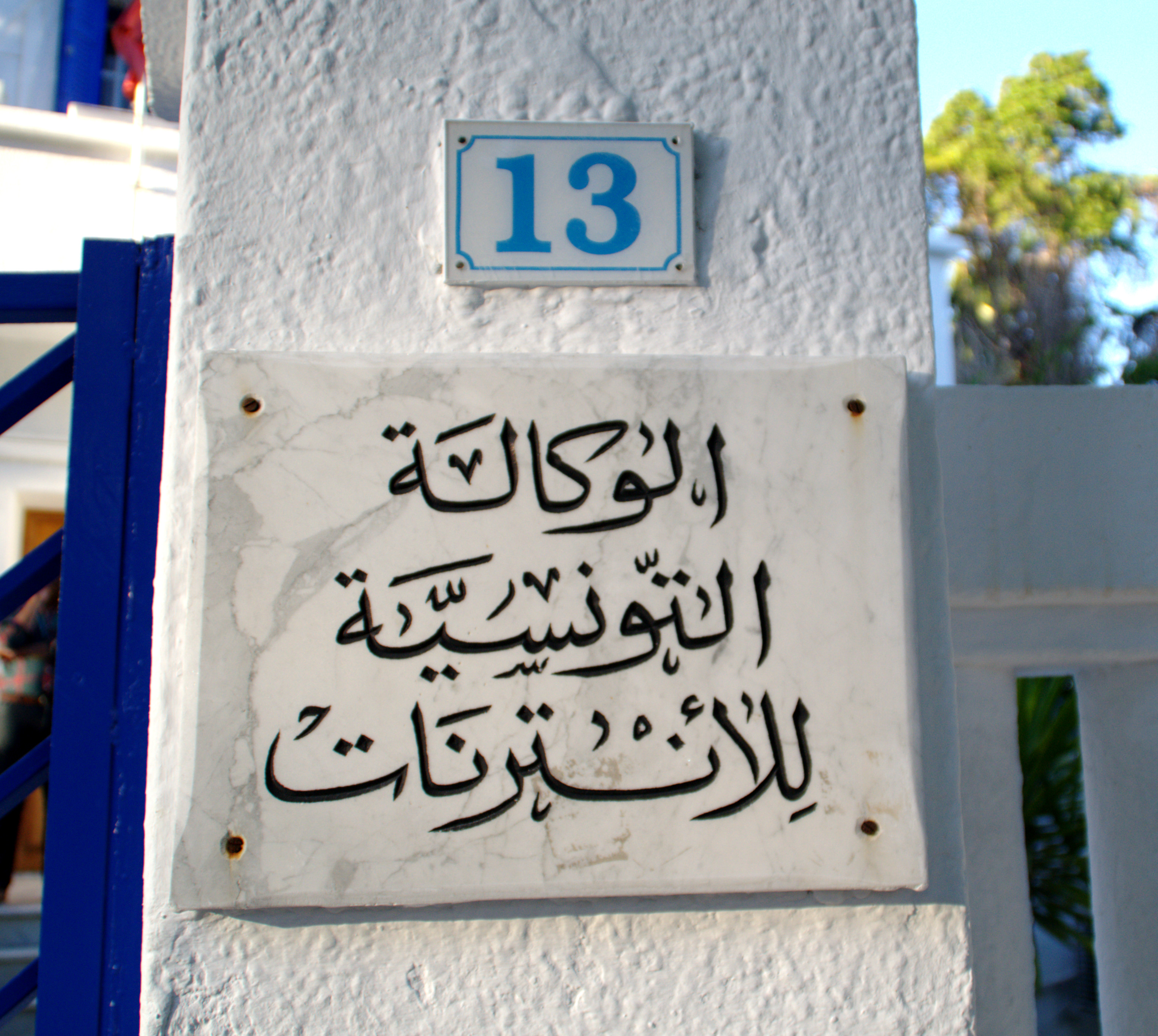

الوكالة التونسية للأنترنات هي المزود الرئيسي للعبور إلى الإنترنت في البلاد التونسية. أنشأت الوكالة في 12 مارس 1996 وهي تابعة لوزارة تكنولوجيا الاتصال.
تهتم الوكالة بتوفير الشبكة العالمية بجميع أنحاء الجمهورية، كما تعتني بوضع شبكات في عدة ميادين كالصحة والتربية والفلاحة كما تعتني الوكالة بالشبكة الوطنية وباسم نطاق تونس (.tn) بالإضافة إلى استضافة مواقع الويب وتنظيم دورات تكوينية وورشات.
حرفاء الوكالة هم بقية مزودي خدمات الإنترنت بالإضافة إلى الإدارات العمومية والمؤسسات والشركات الحكومية ومراكز البحوث. تنضم الوكالة العبور إلى الشبكة ويخضع المزودين الخواص الخمسة (بلانت، غلوبال نت، هيكزابيت، توننت وتوب نات) إلى إدارتها لشبكة.

## الإدارة

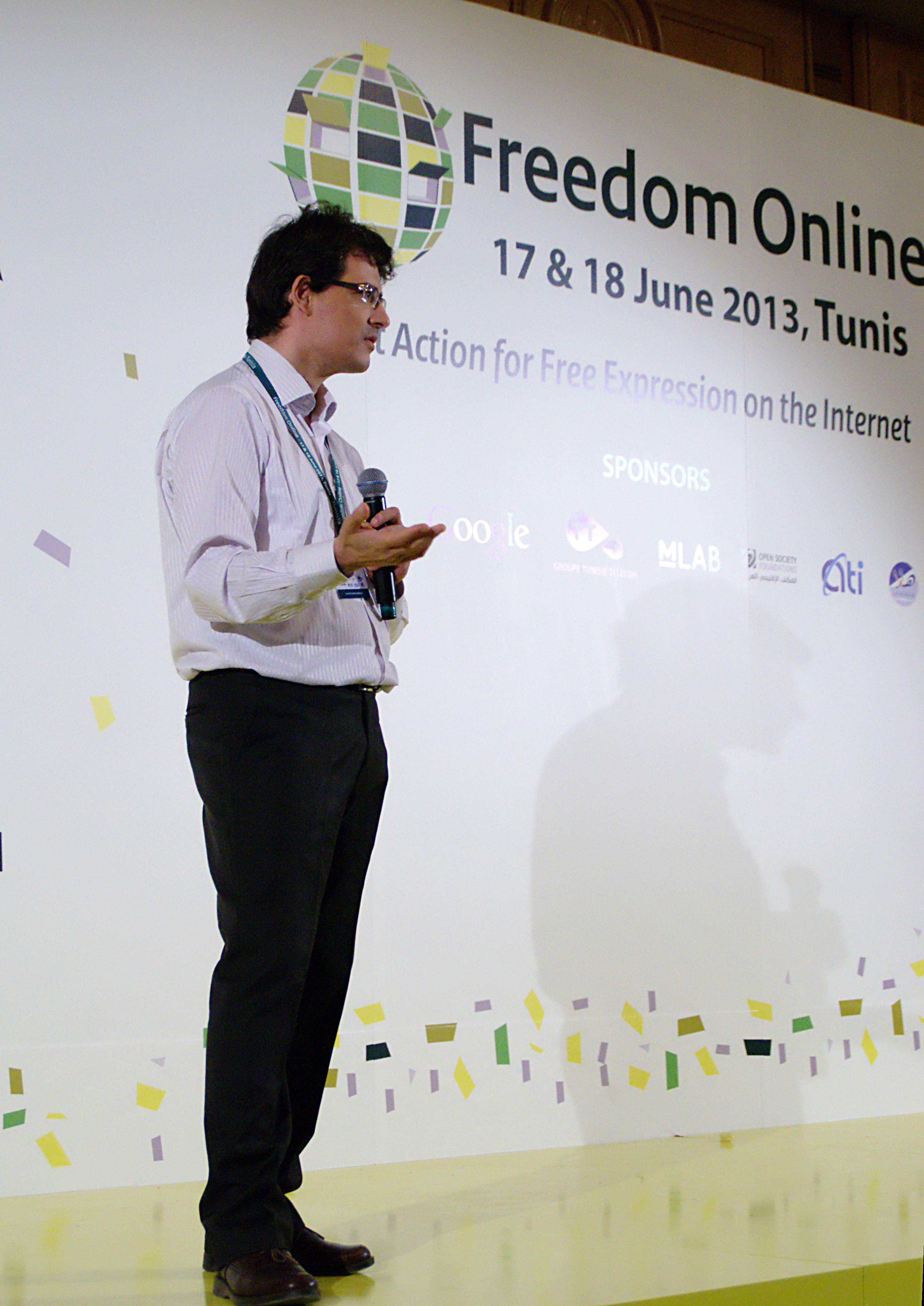
معز شقشوق مدير الوكالة بين 2011 و2015 في 16 يونيو 2013 في مؤتمر فريدوم أونلاين في تونس العاصمة.

منذ إنشائها، تم قيادة الوكالة من قبل:
- 1996 - 1997: ضفر الله المهيري.
- 1997 - 1999: عبد المجيد المهيري.
- 1999 - 2001: خديجة الغرياني.
- 2001 - فبراير 2005: فريال الباجي.
- فبراير 2005 - أغسطس 2007: عادل قعلول.
- سبتمبر 2007 - يناير 2008: لمياء الشافعي الصغير.
- يناير 2008 - فبراير 2011: كمال السعداوي.
- فبراير 2011 - يوليو 2015: معز شقشوق.
- يوليو 2015 - الآن: جوهر الفرجاوي.

## وصلات خارجية
الموقع الرسمي.